# Дугельний Григорій Макарович
Грицько Макарович Дугельний (* 20 листопада 1893, Зіньківський повіт, Полтавська губернія — † 23 листопада 1921, містечко Базар, Базарська волость, Овруцький повіт, Волинська губернія) — підполковник Армії УНР.

## Життєпис
Походив із козаків Полтавської губернії. Народився 20 листопада 1893 року на батьківському хуторі між Зіньковим і Млинами (після кампанії розкуркулювання хутір був знищений). Закінчив Полтавське реальне училище як інженер залізничного напрямку по механіко-технічному розряду, Олександрівське військове училище (1 лютого 1915). 
25 лютого 1915 р. прибув на поповнення до 190-го піхотного Очаківського полку, в його складі брав участь у Першій світовій війні. 7 березня 1917 року був переведений до 238-го запасного полку. Останнє звання у російській армії — штабс-капітан.  Учасник Української революції. Розстріляний під с. Базар Базарської вол. Овруцького пов. Волинської губ 23 лютого 1921 року.

### Поранення
23 листопада 1916 року - Румунський фронт, залишився у строю.
Квітень 1917 року - з контузією, Румунський фронт, лікувався в Одесі, вдома у батьків.
15 лютого 1920 року - бій в Золотоноші, Перший Зимовий похід; залишався на лікуванні у місцевих селян.
17 листопада 1921 року - бій біля с. Малі Міньки, Другий Зимовий похід. Схоплений важкопораненим біля с. Звіздаль Христинівської вол. Овруцького пов. Волинської губ.

## Нагороди

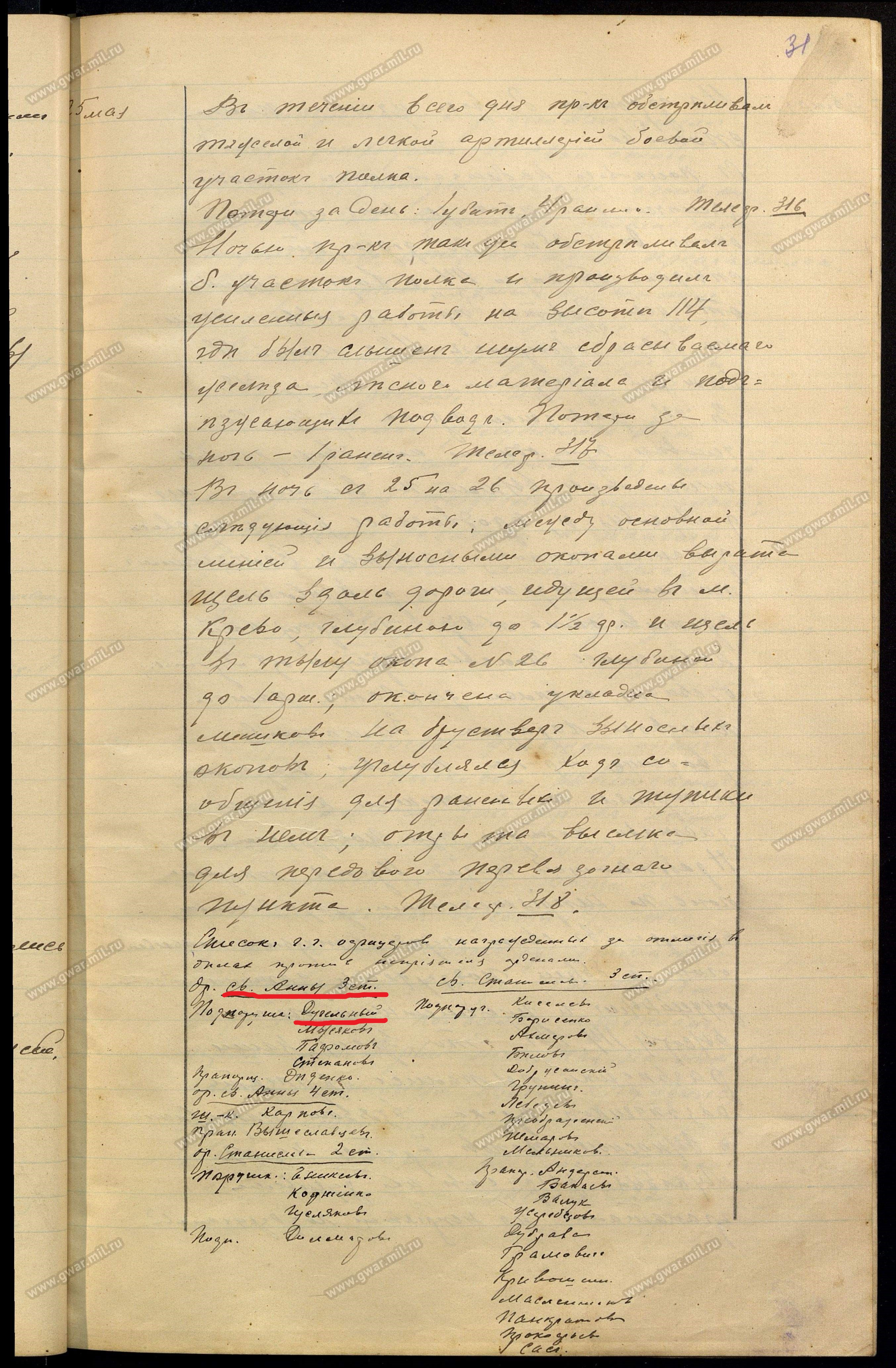
Нагородження орденом Св.Анни 3 ступеня.

В «Журнале военных действий» 190-го полку на сторінці 60 за  25 травня 1916 року є запис про нагородження підпоручика Дугельного орденом Св. Анни 3 ступеня.  
Вже 20 листопада 1916 року Дугельного «височайшим наказом» нагороджено орденом Св. Рівноапостольного князя Володимира 4 ступеня з мечами і бантом «за відмінну службу у справах з ворогом» про що повідомив журнал «Русский Инвалид» №297.
Запис в полковому журналі воєнних дій за 25 січня 1917 року стосується нагородження «височайшим указом» вже поручика Г. Дугельного орденом Св. Станіслава 3 ступеня з мечами і бантом. 
У квітні 1917 року був поранений та контужений, нагороджений солдатською відзнакою Святого Георгія IV ступеня. 
29 листопада 1937 р. підполковник Дугельний в числі 359 героїв Базару посмертно був нагороджений Хрестом Симона Петлюри під № 2001.

## Участь в Українській революції
З грудня 1918 р. командир 31-го пішого Роменського полку військ Директорії. У січні 1919 р. з кадрами 31-го Роменського полку влився до складу Залізнично-Технічного корпусу Дієвої армії УНР. Помічник командира 1-го Залізнично-Технічного полку Дієвої армії УНР. З 26 червня 1919 р. і до листопада 1919 р. — командир 25-го (1-го) Залізничного полку Дієвої армії УНР. 
В боях 15 лютого 1920 року в Золотоноші під час Першого Зимового Походу Дугельний Грицько Макарович знову був поранений та залишився на окупованій більшовиками території. 21 жовтня 1920 р. прибув у розпорядження штабу Армії УНР з території, зайнятої більшовиками. 
З 7 листопада 1920 р. — помічник начальника Морської фльоти і командир куреня Морської піхоти.
Учасник Другого Зимового походу: командир комендантської сотні. Був важко поранений в останньому бою під селом Малі Міньки 17 листопада 1921 р. 

## Реабілітація
Реабілітували підполковника Г.М.Дугельного лише 12 березня 1998 р. за незалежної України.

## Вшанування пам'яті
- Його ім'я вибите серед інших на Меморіалі Героїв Базару.